# 余下只有噪音
《余下只有噪音：聆听20世纪》（The Rest Is Noise: Listening to the Twentieth Century）是美国音乐评论家亚历克斯·罗斯的一本著作，2007年由 法勒、施特劳斯和吉鲁出版社（Farrar, Straus and Giroux）出版. 它在美国和欧洲受到广泛好评，获得了美国国家书评人协会奖、英国卫报非小说奖（Guardian First Book Award）、那不勒斯经典文化奖（Premio Napoli）、 以及2011年缪斯大奖（Grand Prix des Muses）。 《余下只有噪音》在纽约时报的2007年十大最佳图书榜单上也占有一席之地，并入围了普立茲非小說獎。该书还入围了2008年 萨缪尔·约翰逊奖。
。